# Fodinoidea vectigera
Fodinoidea vectigera är en fjärilsart som beskrevs av Paul Mabille 1882. Fodinoidea vectigera ingår i släktet Fodinoidea och familjen björnspinnare. Inga underarter finns listade i Catalogue of Life.